# Owschlager See
Der Owschlager See ist ein See südöstlich von Owschlag im Kreis Rendsburg-Eckernförde in Schleswig-Holstein. Seine Wasserfläche beträgt etwa 23 ha, die Wassertiefe bis zu 1,80 Meter.
Ursprünglich bildete der See mit dem Heidteich ein Gewässer. Inzwischen sind die beiden kleinen Seen durch eine Bahntrasse und durch den Ort Owschlag voneinander getrennt. Über einen Verbindungsbach wird der Owschlager See aber weiterhin aus dem Heidteich (der mehrere Quellen hat) gespeist. Der Abfluss erfolgt in die Mühlenau, einen der zwei Quellbäche der Sorge. Am Owschlager See gibt es eine Badestelle.
Der Owschlager See ist Teil des NATURA 2000-Schutzgebietes FFH-Gebiet Owschlager See. 